# Dan Wen
Dan Wen, född den 14 juni 1999 i Sichuan, är en kinesisk landhockeyspelare.

## Karriär
Dan Wen ingick i det kinesiska lag som spelade landhockey vid OS 2024 och som tog silver.